# Nationaler Fernwanderweg Ostsee-Saaletalsperren
Der Fernwanderweg Ostsee-Saaletalsperren ist ein innerdeutscher Fernwanderweg, durchgängig durch einen waagerechten blauen Balken auf weißem Spiegel gekennzeichnet. Er führt durch  Mecklenburg-Vorpommern, Brandenburg, Sachsen und  Thüringen und ist ca. 1500 km lang. Er beginnt am Kap Arkona auf Rügen und endet in Ziegenrück an den Saaletalsperren im Thüringer Schiefergebirge. Zwischen Sassnitz (Rügen) und Niesky (Oberlausitz) ist er mit dem Europäischen Fernwanderweg E10 identisch, der nach Spanien weiterführt.

## Geschichte
Der Hauptwanderweg Ostsee-Saaletalsperren wurde in den 1960er Jahren vom Kulturbund der DDR eingerichtet. Er war anfangs mit einem blauen Dreieck markiert.
Ein langes Stück verläuft auf dem Fernwanderweg Ziegenrück–Barth. Der Weg trägt zwischen Oederan und Augustusburg den Namen der DDR-Einteilung „Hauptwanderweg 1 Heringsdorf–Ziegenrück“.

## Streckenverlauf

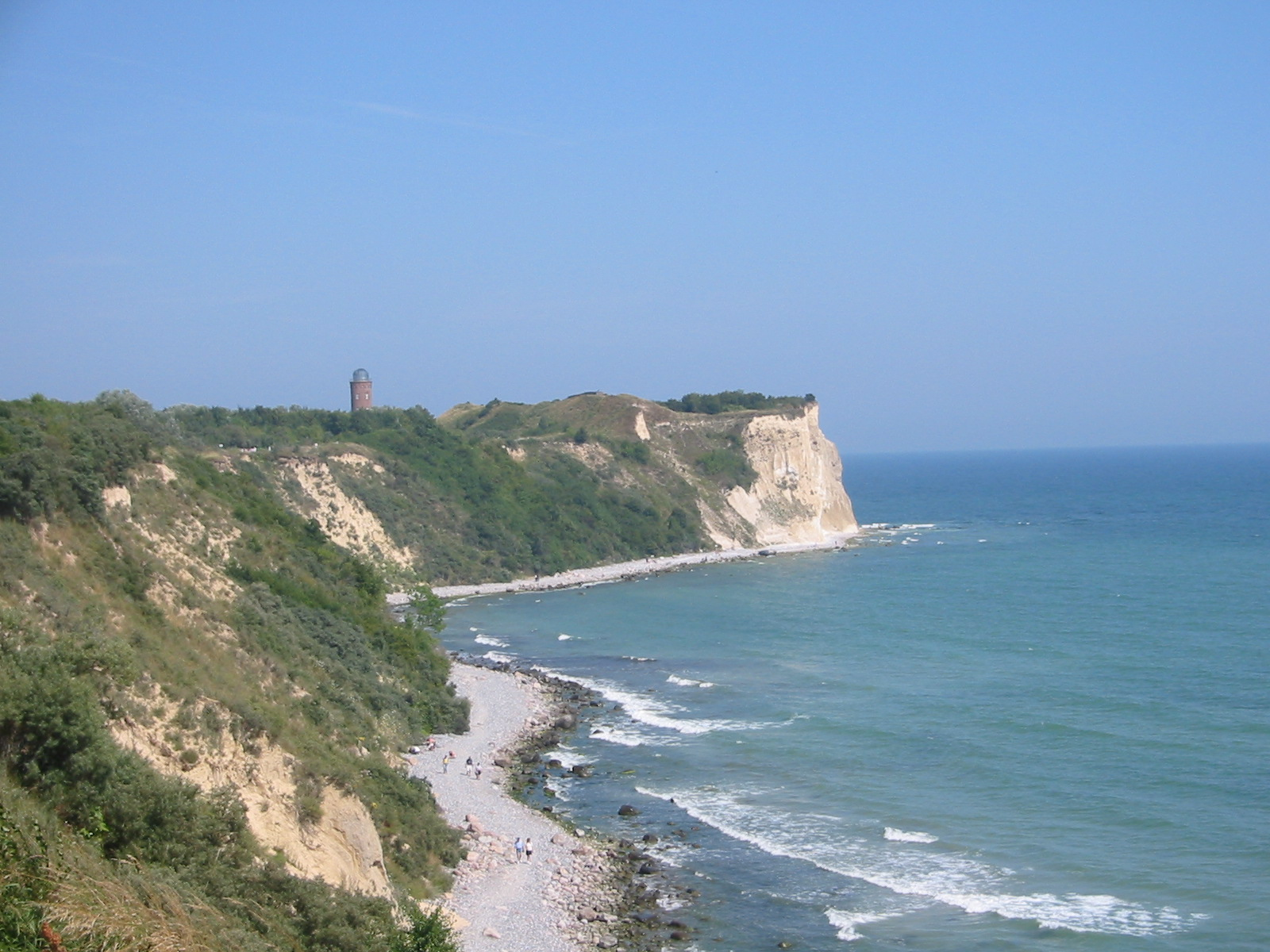
Kap Arkona

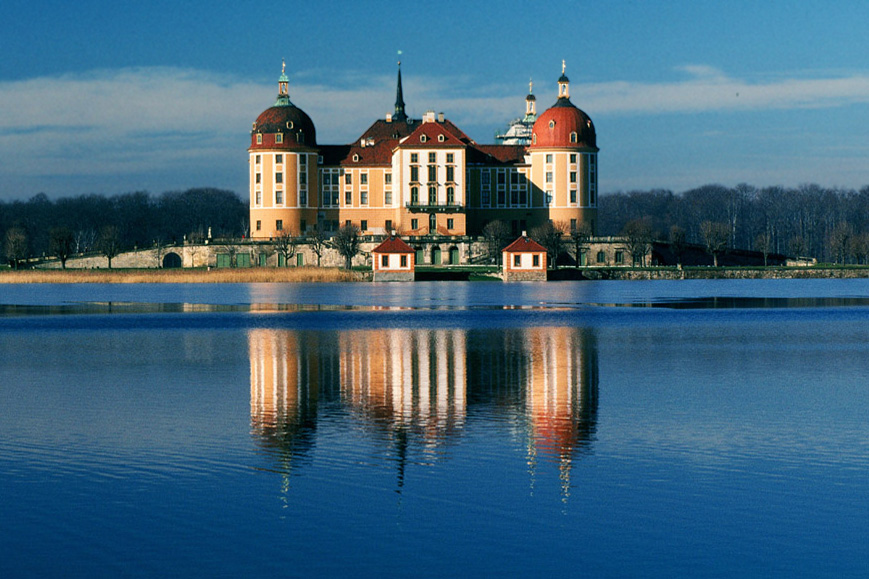
Schloss Moritzburg

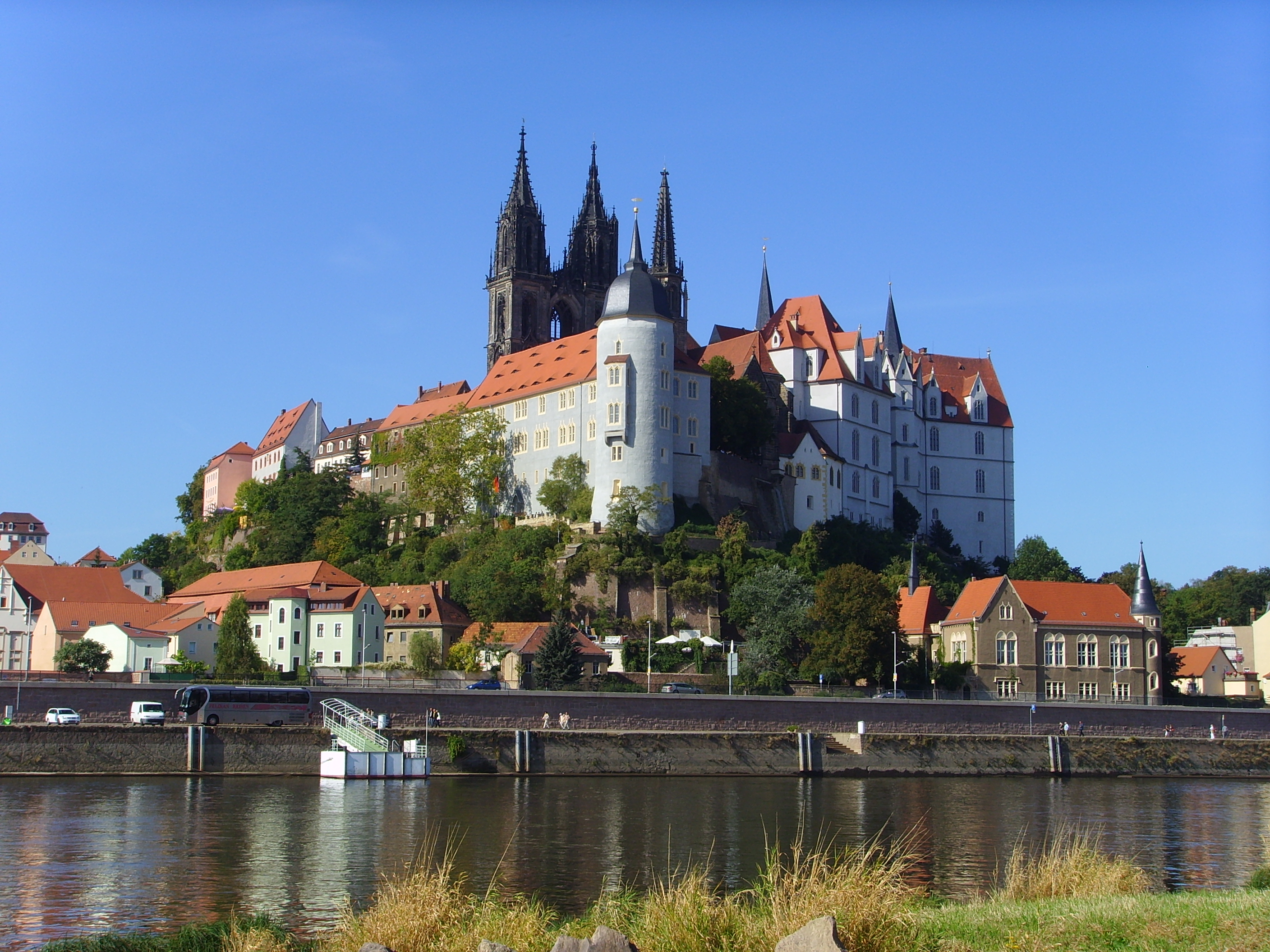
Meißen mit Burgberg

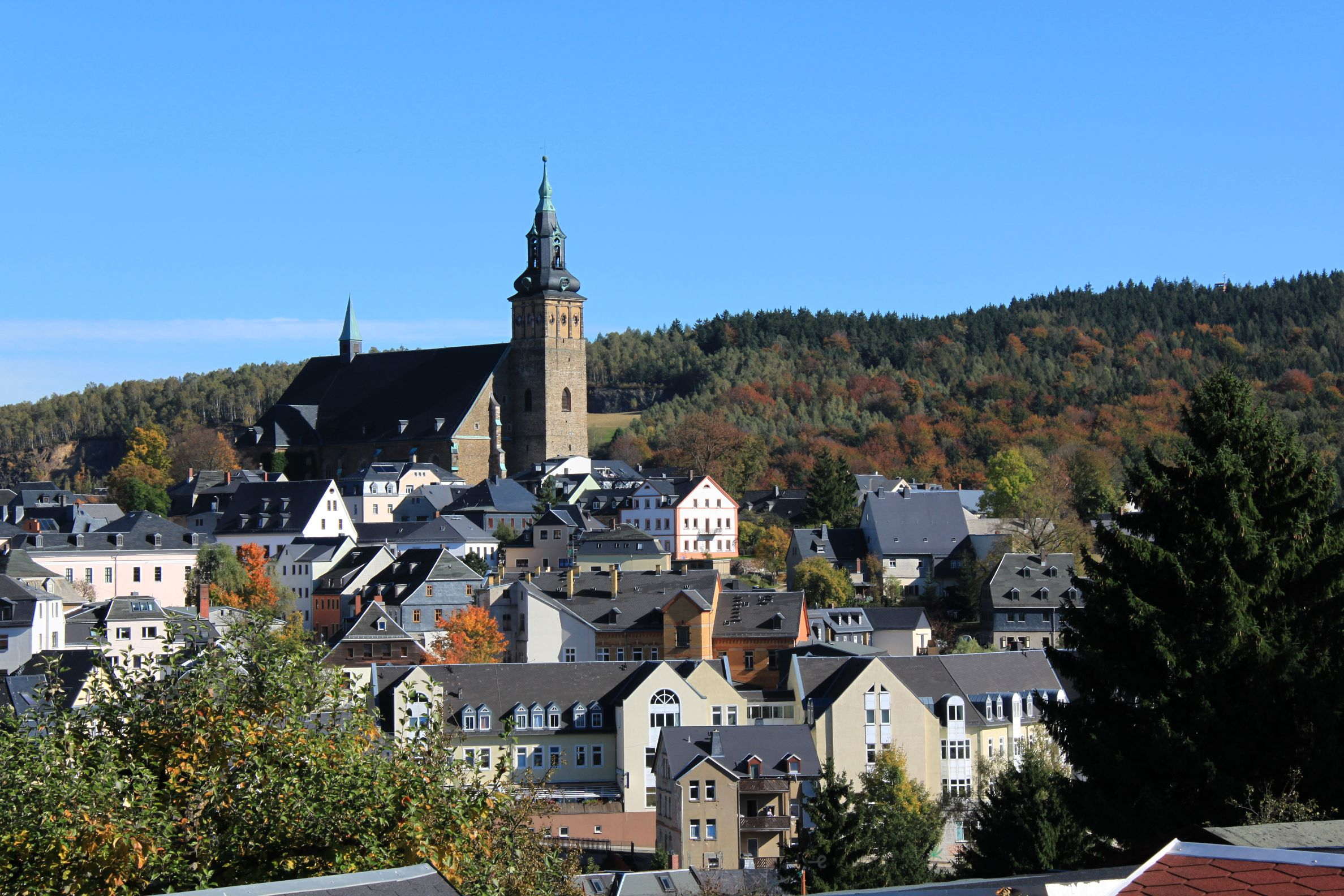
Schneeberg

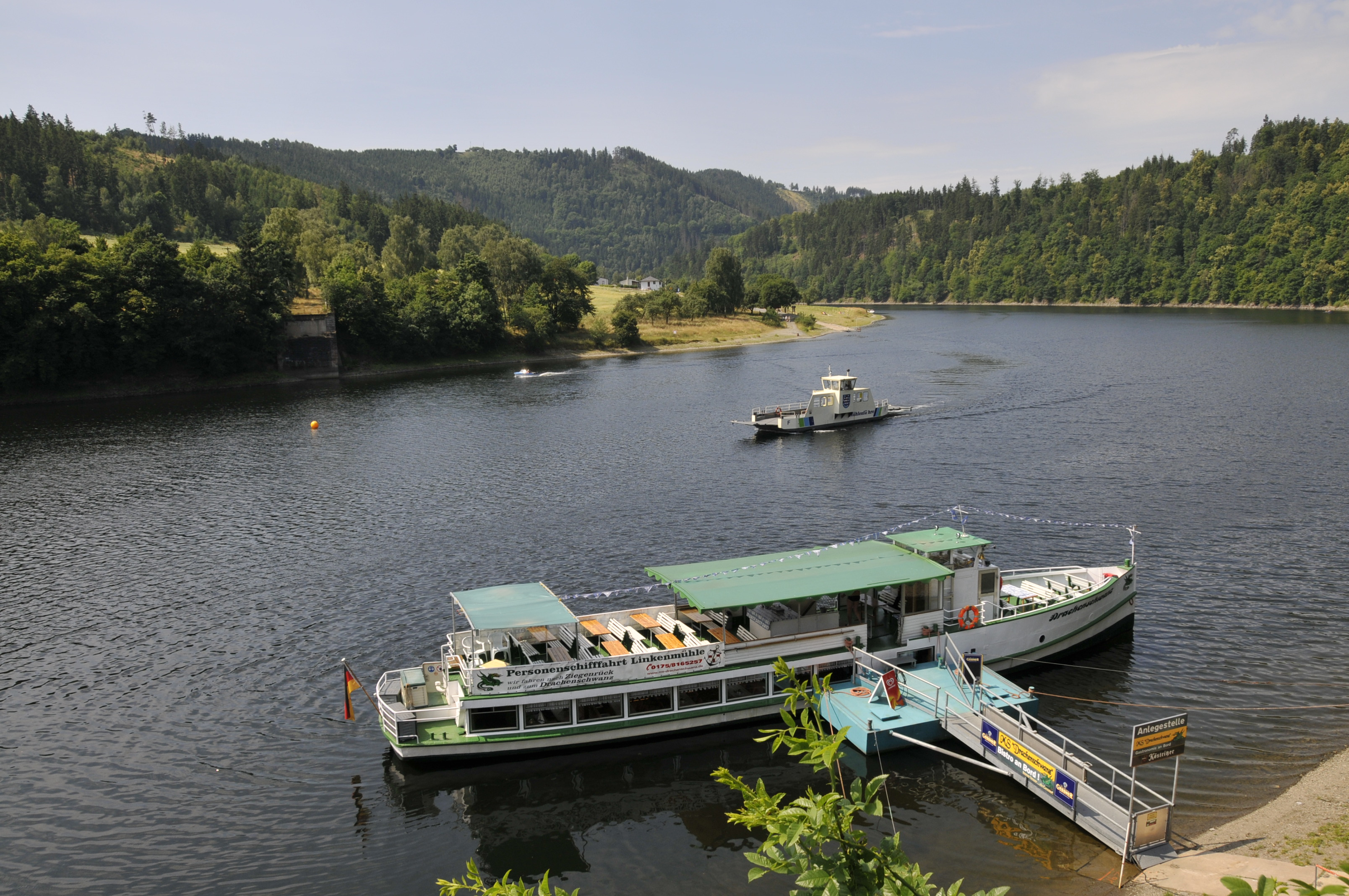
Hohenwartetalsperre

| Streckenabschnitt             | Zuständiger Wanderverein |
| ----------------------------- | ------------------------ |
| Kap Arkona – Sassnitz         |                          |
| Sassnitz – Stralsund          |                          |
| Stralsund – Güstrow           |                          |
| Güstrow – Schwerin            |                          |
| Schwerin – Berlin             |                          |
| Berlin – Potsdam              |                          |
| Potsdam – Spreewald           |                          |
| Spreewald – Cottbus           |                          |
| Cottbus – Spremberg           |                          |
| Spremberg – Bad Muskau        |                          |
| Bad Muskau – Niesky           |                          |
| Niesky – Kollm                |                          |
| Kollm – Guttau                |                          |
| Guttau – Großdubrau           |                          |
| Großdubrau – Crostwitz        |                          |
| Crostwitz – Panschwitz-Kuckau |                          |
| Panschwitz-Kuckau – Elstra    |                          |
| Elstra – Steina               |                          |
| Steina – Pulsnitz             |                          |
| Pulsnitz – Oberlichtenau      |                          |
| Oberlichtenau – Höckendorf    |                          |
| Höckendorf – Laußnitz         |                          |
| Laußnitz – Würschnitz         |                          |
| Würschnitz – Radeburg         |                          |
| Radeburg – Moritzburg         |                          |
| Moritzburg – Weinböhla        |                          |
| Weinböhla – Meißen            |                          |
| Meißen – Triebischtal         |                          |
| Triebischtal – Taubenheim     |                          |
| Taubenheim – Rothschönberg    |                          |
| Rothschönberg – Nossen        |                          |
| Nossen – Siebenlehn           |                          |
| Siebenlehn – Freiberg         |                          |
| Freiberg – Oederan            | Erzgebirgsverein         |
| Oederan – Hetzdorf            | Erzgebirgsverein         |
| Hetzdorf – Hohenfichte        | Erzgebirgsverein         |
| Hohenfichte – Augustusburg    | Erzgebirgsverein         |
| Augustusburg – Altenhain      | Erzgebirgsverein         |
| Altenhain – Thum              | Erzgebirgsverein         |
| Thum – Zwönitz                | Erzgebirgsverein         |
| Zwönitz – Lößnitz             | Erzgebirgsverein         |
| Lößnitz – Hartenstein         | Erzgebirgsverein         |
| Hartenstein – Schneeberg      | Erzgebirgsverein         |
| Schneeberg – Neustädtel       | Erzgebirgsverein         |
| Neustädtel – Filzteich        | Erzgebirgsverein         |
| Filzteich – Kirchberg         | Erzgebirgsverein         |
| Kirchberg - ?                 |                          |
| ? - Moßbach                   |                          |
| Moßbach – Plothen             |                          |
| Plothen – Volkmannsdorf       |                          |
| Volkmannsdorf – Ziegenrück    |                          |